# زابوری ناد لابم
زابوری ناد لابم (به لاتین: Záboří nad Labem) یک منطقهٔ مسکونی در جمهوری چک است که در شهرستان کوتنا هورا واقع شده‌است. زابوری ناد لابم ۸٫۹۱ کیلومتر مربع مساحت و ۸۴۸ نفر جمعیت دارد و ۲۰۳ متر بالاتر از سطح دریا واقع شده‌است.